# Баланюк Денис Сергійович
Дени́с Сергі́йович Баланю́к (16 січня 1997, Одеса, Україна) — український футболіст, нападник.

## Клубна кар'єра
Футболом почав займатися в одеській ДЮСШ-11, де його тренерами були Віталій Гоцуляк і Анатолій Мацанський. У цей період гравцем цікавилися скаути академії донецьких «Шахтаря» і «Металурга», але обидва рази Баланюк залишався в Одесі. Деякий час потому за допомогою агента Івіци Піріча нападник приїхав до Дніпропетровська і у 15 років уклав угоду з «Дніпром». Продовжив навчання в його академії (тренери Зозуля А., Гревцов Ю.), грав у юнацькій команді Олександра Поклонського та в молодіжній у Дмитра Михайленка. У сезоні 2014/15 став переможцем молодіжного чемпіонату України.
За першу команду «Дніпра» свою першу гру провів 8 квітня 2015 року в домашньому матчі 1/4 фіналу Кубка України проти одеського «Чорноморця» (1:0). В кінці зустрічі замінив Бруно Гаму.
23 травня 2015 року Баланюк вперше зіграв у Прем'єр-лізі. Це трапилося у грі проти донецького «Шахтаря». Тоді молодий футболіст у другій половині зустрічі замінив Матеуса і навіть міг відзначитися голом.
Влітку 2017 року Баланюк залишив «Дніпро», а 10 вересня було офіційного оголошено про підписання контракту з краківською «Віслою». У новій команді Денис не закріпився, тому 2 липня 2018 року він був відданий в оренду київському «Арсеналу», де грав до кінця року. Після повернення до краківського клубу влітку 2019 року зіграв ще кілька матчів у першій половині сезону 2019/20.
10 лютого 2020 року підписав контракт з донецьким «Олімпіком». За донецьку команду провів 8 поєдинків у Прем'єр-лізі, в яких записав на свій рахунок 1 гол, після чого у серпні 2020 року покинув команду у статусі вільного агента.

### Збірна
Виступав у юніорських збірних України U-17 та U-19, а також захищав кольори молодіжної збірної.
У серпні 2016 року був викликаний до національної збірної України, втім так за неї і не дебютував.